# Delottococcus euphorbiae
Delottococcus euphorbiae är en insektsart som först beskrevs av Ezzat och Mcconnell 1956.  Delottococcus euphorbiae ingår i släktet Delottococcus och familjen ullsköldlöss. Inga underarter finns listade i Catalogue of Life.